# Thecla paupera
Thecla paupera är en fjärilsart som beskrevs av Felder 1865. Thecla paupera ingår i släktet Thecla och familjen juvelvingar. Inga underarter finns listade i Catalogue of Life.